# Daan Otten
Daniel Louis (Daan) Otten (Batavia, 31 januari 1920 - Eindhoven, 15 februari 2011) was Engelandvaarder.
Daan Otten werd in Batavia geboren. In 1921 gingen zijn ouders terug naar Nederland. Hij ging in Oosterbeek naar de lagere school en in Den Haag naar de HBS. Hij werd een sportieve jongeman, die waterpolo speelde, lange afstanden zwom en als hobby ook aan kogelstoten deed. In 1935 overleed zijn moeder.

## Engelandvaart
Op 25 juli 1943 vertrok hij met hulp van Anton Schrader van het Haringvliet. Het bootje was op de werf van Van Ravesteijn in Leidschendam zeewaardig gemaakt. De motor - uit een Engelse auto - brandde al gauw door. Ook een meegenomen buitenboordmotor deed het niet en er was geen wind. Ze moesten het grootste deel van de tocht roeien. Toen er storm uitbrak, moest een drijfanker worden uitgegooid, zodat de boot met de kop in de wind kon liggen. Het touw zat echter zo zeer in de war dat Daan, als beste zwemmer van de groep, het water in moest om het te ontknopen. De reis duurde vier dagen. Aan boord waren nog acht anderen: A. le Comte, Karel van Dam, Dick van Dam, Henk Elfrink, Huibert Herklots, Eddy Jonker, Willem Koole, Jan Bernard Marinus Haye en Alfred Hagan, een neergeschoten piloot uit Nieuw-Zeeland.
Na aankomst in Engeland werd over de radio een bericht van aankomst gestuurd: "Tien maal rood, wit en blauw". Daans zusje hoorde het goede bericht en gaf het aan haar vader door.

## Indië
Vanuit Engeland ging hij naar Australië waar hij enkele maanden Nederlands-Indisch recht studeerde bij de Gouvernementsdienst in Melbourne. In juni 1944 werd hij commissaris van politie in Noord Nieuw-Guinea, waar hij zijn broer weer ontmoette. Deze had al voor de oorlog zijn vliegbrevet in Indië gehaald. Zijn broer verongelukte in 1946. Daan Otten leidde een eenheid die Japanse militairen op Java moest opsporen, hetgeen soms tot nare gevechten leidde. 
In 1946 ging Otten terug naar Nederland. Zijn zus Miep was omgekomen bij het bombardement op het Bezuidenhout. Na zijn demobilisatie ging hij voor Shell werken. Hij werd naar Indië gestuurd en bleef daar tot zijn pensioen in 1973. Daarna woonde hij tot zijn overlijden in 2011 met zijn echtgenote, Augusta Josephina Maria (Mary) Hoegen, in Eindhoven.

## Onderscheiding
- Bronzen Kruis, KB 9-3-1944/9 (wegens Engelandvaart)